# (1240) Centenaria
(1240) Centenaria – planetoida z grupy pasa głównego asteroid okrążająca Słońce w ciągu 4,85 lat w średniej odległości 2,87 au.

## Odkrycie i nazwa
Planetoida została odkryta 5 lutego 1932 roku w Hamburg-Bergedorf Observatory w Bergedorfie przez Richarda Schorra. Nazwa planetoidy została nadana z okazji stulecia powstania Hamburg-Bergedorf Observatory. Przed nadaniem nazwy planetoida nosiła oznaczenie (1240) 1932 CD.

## Możliwa okultacja
Według Almanachu Astronomicznego na rok 2017 w dniu 10 lipca 2017 około godziny 23:05 była możliwość obserwacji z terenu Polski zakrycia gwiazdy TYC 0586-00941-1u przez planetoidę, trwającej około siedem sekund.